# Municipio de Holt Creek
El municipio de Holt Creek (en inglés: Holt Creek Township) es un municipio ubicado en el condado de Holt en el estado estadounidense de Nebraska. En el año 2010 tenía una población de 23 habitantes y una densidad poblacional de 0,17 personas por km².

## Geografía
El municipio de Holt Creek se encuentra ubicado en las coordenadas 42°18′58″N 99°10′36″O / 42.31611, -99.17667. Según la Oficina del Censo de los Estados Unidos, el municipio tiene una superficie total de 138.41 km², de la cual 136,43 km² corresponden a tierra firme y (1,44 %) 1,99 km² es agua.

## Demografía
Según el censo de 2010, había 23 personas residiendo en el municipio de Holt Creek. La densidad de población era de 0,17 hab./km². De los 23 habitantes, el municipio de Holt Creek estaba compuesto por el 100 % blancos. Del total de la población el 0 % eran hispanos o latinos de cualquier raza.